# SV Wacker Burghausen
Maillots
Actualités
Le SV Wacker Burghausen est un club de football allemand évoluant en Regionalliga Bayern et basé à Burghausen.

## Historique
- 1930 : fondation du club

## Palmarès
- Regionalliga Sud (D3)
  - Champion : 2002